# Kanton Mortrée
Kanton Mortrée (francouzsky Canton de Mortrée) byl francouzský kanton v departementu Orne v regionu Dolní Normandie. Tvořilo ho 13 obcí. Zrušen byl po reformě kantonů 2014.

## Obce kantonu
- Almenêches
- La Bellière
- Boissei-la-Lande
- Le Château-d'Almenêches
- Francheville
- Marcei
- Marmouillé
- Médavy
- Montmerrei
- Mortrée
- Saint-Christophe-le-Jajolet
- Saint-Loyer-des-Champs
- Vrigny